# Strom (Physik)
In der Physik ist ein Strom der Transport einer mengenartigen Größe. Die physikalische Größe, die den Strom bemisst, ist die Stromstärke.
Ein Strom ist ein spezieller Fluss, der sich dadurch auszeichnet, dass eine quantifizierbare Menge transportiert wird. Eine ähnliche Analogie gilt für Stromdichte und Flussdichte. Die Spezialisierung in Strom und Fluss ist nicht in allen Sprachen üblich, beispielsweise bezeichnet im Englischen heat flux den Wärmestrom. In der Quantenphysik bedeutet Strom auch den Transport einer mengenartigen Größe zwischen Zuständen – quasi durch deren Grenzfläche im Zustandsraum (beispielsweise geladene und neutrale Ströme bei der schwachen Wechselwirkung).
Handelt es sich bei der mengenartigen Größe um eine Erhaltungsgröße, so ist ein Strom die einzige Möglichkeit, die Menge dieser Größe in einem Volumenelement zu verändern (weil keine Quellen und Senken existieren können, die anderweitige Veränderungen herbeiführen).

## Stromstärke
Mit dem Wort „Strom“ ist oft die Stromstärke {\displaystyle I} gemeint. Sie ist definiert als der Größenwert der Menge {\displaystyle Q}, der sich pro Zeitintervall {\displaystyle t} durch eine (Ober-)Fläche bewegt:
{\displaystyle I={\frac {\partial Q}{\partial t}}\Leftrightarrow Q=\int _{t}I\cdot \mathrm {d} t}
Die Stromstärke ist eine gerichtete Größe, die immer auf ein einzelnes Volumen und seinen Rand, d. h. seine Oberfläche, bezogen ist. Die Oberfläche des Volumens wird dabei als orientierte Fläche aufgefasst. Die Stromstärke ist das Maß für den Strom aus diesem Volumen hinaus, daher zeigt das Vorzeichen ihres Größenwerts die Stromrichtung an.

## Stromdichte
Die Stromdichte {\displaystyle {\vec {j}}} ist eine vektorielle Größe. Ihr Betrag {\displaystyle j}, auch Intensität genannt, ist die Menge, die pro Zeitintervall und Flächenstück {\displaystyle \Delta A} durchströmt, und ihre Richtung ist diejenige der mittleren Driftgeschwindigkeit der Bewegung:
Die Stromstärke durch eine endliche Fläche {\displaystyle A} ergibt sich mathematisch als das Flächenintegral über die zur Fläche senkrechte Komponente der Stromdichte, anschaulich also durch das Aufsummieren aller Stromdichten senkrecht zur Fläche:
{\displaystyle I(A)=\int _{A}{\vec {j}}\cdot \mathrm {d} {\vec {A}}}

## Mathematische Formulierung
Es gilt die Bilanzgleichung:
{\displaystyle {\frac {\partial \rho }{\partial t}}=f-{\vec {\nabla }}\cdot {\vec {j}}}
mit
- der Dichte {\displaystyle \rho } der mengenartigen Größe {\displaystyle Q} in einem Volumen {\displaystyle {\mathcal {V}}}
- der Dichte {\displaystyle f} der Erzeugungsrate {\displaystyle F} der mengenartigen Größe im Volumen {\displaystyle {\mathcal {V}}}
- dem Divergenzoperator {\displaystyle {\vec {\nabla }}\cdot }.

Aufgrund des Gauß’schen Integralsatzes gilt dann
{\displaystyle {\frac {\partial Q({\mathcal {V}})}{\partial t}}=F({\mathcal {V}})-I(\partial {\mathcal {V}})}.
Dabei sind die mengenartige Größe {\displaystyle Q} und ihre Erzeugungsrate {\displaystyle F} das Volumenintegral über die jeweilige Dichte
{\displaystyle Q({\mathcal {V}})=\int _{\mathcal {V}}\mathrm {\rho } \,dV},
{\displaystyle F({\mathcal {V}})=\int _{\mathcal {V}}f\,dV}.

## Anwendung
Ströme werden beispielsweise in der Mechanik, der Wärmelehre, der Akustik, der Optik, der Elektrizitätslehre, der Neutronenphysik und der Teilchenphysik betrachtet. Für die Bewegung von Materie sind die Begriffe Massenstrom und Volumenstrom gebräuchlich. Für inkompressible Fluide wie Wasser kann das Volumen als mengenartige Größe betrachtet werden. 
Wenn die mengenartigen Größen thermische Energie oder elektrische Ladung von bewegter Materie mitgeführt werden, spricht man von Konvektionsstrom. 
Der Karlsruher Physikkurs baut solche Analogien stark aus und vertritt etwa auch die Vorstellung eines Entropie- und eines Impulsstroms, um die Newtonsche Vorstellung von Kraft und Gegenkraft zu vermeiden.